# テッド・ピック
エドワード・“テッド”・ピック（Edward "Ted" Pick）は、アメリカ合衆国の経営者でモルガン・スタンレーのCEO。

## 来歴
ニューヨークに生まれる。父が石油化学の仕事に就いていたことから、数年間ベネズエラで過ごし、その後アメリカに戻った。ミドルベリー大学を卒業後、ハーバード・ビジネス・スクールでMBAを取得した。
1990年、モルガン・スタンレーにアナリストとして入社。2002年、同社のマネージングディレクターに昇格した。2008年には同社の経営委員会に加わったほか、2012年には銀行の最上級幹部で構成される運営委員会に昇格した。2015年にはセールスおよびトレーディングのグローバル責任者に任命され、銀行の債券部門立て直しを推進した。また、株式資本市場も運営しており、2008年の金融危機の際に資本調達を支援していた。
2021年にモルガン・スタンレーの共同社長に就任したが、前任CEOのジェームス・P・ゴーマンの退任に伴い、2023年10月25日にCEOに任命された。2024年1月1日より正式にCEOに就任した。